# Ronny & Julia (datorspel)
Ronny & Julia är ett svenskt datorspel från år 2000 som bygger på julkalendern i SVT från med samma namn. Spelet utvecklades av Dan Zethraeus och Peter Nyrell på Framfab och utgavs av Young Genius. 2001 släpptes uppföljaren Ronny & Julia i rampljuset.

## Upplägg och innehåll
Spelet innehåller 26 minispel, varav 2 är tillgängliga från början och resten låses upp med en kod som avslöjades efter dagens avsnitt av julkalendern i TV och på SVT:s hemsida.

## Rollista
- Alexander Bergman – Ronny
- Katarina Ekholm – Julia

## Mottagande
Spelet fick ett dåligt mottagande av kritiker som jämförde negativt med förra årets julkalenderspel Julens hjältar. Gemensamma punkter var att spelet hade svår styrning och, dåliga eller tråkiga minispel och bristfällig grafik.
Göteborgs-Postens recensent Karin Torgny gav spelet 3 av 5 i betyg och menade på att minispelen var ordinära och varken roliga eller utmanande samt att styrningen var dålig. Torgny menade också på att förra årets julkalender spel var bättre. Aftonbladets recensent Henrik Rudin mottog spelet med höga förväntningar då han menade att förra årets julkalenderspel höll så hög kvalité. Rudin gav spelet ett ljummet mottagande och menade på att spelet hade dålig grafik, ojämna och oftast tråkiga minispel och saggig styrning. TT Spektras recensent Thomas Arnroth kritiserade spelets 2D-grafik och menade på att minispelen hade varierande kvalité och dålig styrning.
Sydsvenskans recensent Eskil Quiding beskrev spelet kompetent genomfört, men ganska slätstruket och charmlöst. Svenska Dagbladets recensent Inger Östman ansåg spelet ha acceptabel grafik och minispel med varierande svårighetsgrad.